# Ilie în luna de miere
Ilie în luna de miere este un film românesc din 1956 regizat de Ion Rodan. Rolurile principale au fost interpretate de actorii Mircea Crișan, Liliana Tomescu, Neli Nicolau-Ștefănescu.

## Distribuție
Distribuția filmului este alcătuită din:
- Puiu Călinescu — Vecinul
- Dorina Done
- Virginica Popescu
- Andreana Georgescu
- Nicolae Gărdescu — Costică
- Nicolae Neamțu-Ottonel
- Ovid Teodorescu — Bombonel
- Mircea Crișan — Ilie N. Ilie
- Mimi Enăceanu
- Sandu Fayer
- Mircea Balaban
- Al. Giovani
- Liliana Tomescu — Sanda Popescu
- Neli Nicolau-Ștefănescu — Soacra
- Stere Niculescu
- Nick Niculescu
- Ștefan Iordănescu-Bruno